# Manuel Harder
Manuel Harder (* 16. September 1971 in Valparaíso, Chile) ist ein deutscher Schauspieler.

## Leben
Harder wurde in Chile als Sohn eines Pastors geboren und wuchs in Bremen auf. Erste Erfahrungen als Schauspieler erfolgten in der Off- und Straßentheaterszene in Bremen. In den Jahren 1995 bis 1999 absolvierte er seine Schauspielausbildung an der Athanor Akademie Burghausen unter der Leitung von David Esrig. 1999 trat er sein erstes Festengagement am Salzburger Landestheater an, 2001 der Wechsel an das Theater Dortmund in der Intendanz von Michael Gruner, mit dem ihm eine enge Zusammenarbeit verband. Ein Gastengagement führt ihn 2008 an die Schaubühne am Lehniner Platz. Außerdem spielte er 2006 bei den Bad Hersfelder Festspielen den Petruchio in William Shakespeares Der Widerspenstigen Zähmung (Regie: Michael Gruner). Von 2008 bis 2013 war er am Schauspiel Leipzig beschäftigt und arbeitete dort u. a. mit den Regisseuren Sebastian Hartmann, Jürgen Kruse und Martin Laberenz. In der Spielzeit 2013/14 war er Ensemblemitglied am Schauspielhaus Frankfurt/Main. Dort spielte er den Beckmann in Borcherts Draußen vor der Tür (Regie Jürgen Kruse). Von 2014 bis 2017 Ensemblemitglied am Stuttgarter Staatsschauspiel unter der Intendanz von Armin Petras. In der Spielzeit 2017/18 wechselte er an das Deutsche Theater Berlin, wo er u. a. den Ödipus im gleichnamigen Stück in der Regie von Ulrich Rasche verkörperte.
Harder arbeitete unter anderem mit den Regisseuren Michael Gruner, Philipp Preuss, Thirza Bruncken, Hermann Schmidt-Rahmer, Matthias Gehrt, Luk Perceval, Robert Borgmann, Uwe Hergenröder, Anne Lenk und René Pollesch zusammen. Selbst führte er bei mehreren Inszenierungen am Schauspiel Dortmund Regie, unter anderem Nachtwachen des Bonaventura, IchundIch (Lasker-Schüler), Eine Zeit in der Hölle (Arthur Rimbaud) und Wir sind nicht das Ende (Carsten Brandau).
2023 gab er der Trickfigur John Heartfield im Kinofilm Johnny & Me unter der Regie von Katrin Rothe seine Stimme.
Harder ist Vater mehrerer Kinder und lebt derzeit in Berlin.

## Filmografie
- 2004: Die Soldaten mit dem halben Stern
- 2005: Zeit der Wünsche
- 2008: Code 21 – Trieb[4]
- 2008: Die Treue-Testerin – Spezialauftrag Liebe
- 2008: Ein Fall von Liebe
- 2010: Wilsberg – Bullenball
- 2011: SOKO Leipzig – Mission to Mars (Fernsehserie)
- 2012: Tatort – Todesschütze
- 2016: Tatort – Die Geschichte vom bösen Friederich
- 2017: Lux – Krieger des Lichts
- 2020: Sløborn (Fernsehserie, 7 Folgen Staffel 1)
- 2022: Sløborn (Fernsehserie, 3 Folgen, Staffel 2)
- 2022: SOKO Köln – Todesfahrt (Fernsehserie)
- 2023: Ostfriesenfeuer
- 2023 Johnny & Me
- 2024: Der Kommissar und die Angst

## Theater (Auswahl)
- Kabale und Liebe (Mathias Gehrt)
- Lange Her (Hans Kreidl)
- Auf der Suche nach der verlorenen Zeit (Herrmann Schmidt-Rahmer)
- Der Grüne Kakadu (Michael Gruner)
- Die Wüste (Herrman Schmidt-Rahmer)
- Der Kirschgarten (Thomas Krupa)
- Die Räuber (Peter Löscher)
- Othello (Uwe Hergenröder)
- Buddenbrooks (Herrmann Schmidt-Rahmer)
- Don Juan (Jürgen Kruse)

## Hörspiele
- 2015: Reinhold Batberger: Die Bibel der Hölle. Eine Vision des Dichters, Malers und Kupferstechers William Blake – Regie: Andrea Getto (Hörspiel – HR)
- 2023: Kai Grehn: Die Causa Jeanne d'Arc – Regie: Kai Grehn (Hörspiel – SWR/RBB)

## Auszeichnungen
- Schauspielerpreis der Spielzeit 2006/2007 Publikumspreis Dortmund[5]
- NRW Theatertreffen Preis für die beste Aufführung 2004